# Carlo Balestrini
Carlo Balestrini (Albese con Cassano, 24 de março de 1868 - Milão, 10 de fevereiro de 1922) foi um pintor italiano. Seus trabalhos mais conhecidos são paisagens impressionistas com animais, especialmente cavalos.

## Biografia
Nascido em uma família rica em Albese, perto de Milão, Carlo Balestrino estudou na Academia Brera sob Giuseppe Bertini. 
Entre suas obras estão: Cavallanti di ritorno; Paesaggio (1900, Milão mostra Ottocento Lombardo); Abel (obra simbolista que ganhou o prêmio Gavazzi na Trienal de Milão de 1897); Retrato de Emilia Rizzi vedova Daccò; La calata della neve (1905, Bienal de Veneza); Impressione invernale - Darsena di Milano (1906, Exposição Nacional de Milão); O “Porto di Milano” - Effetto di Neve (1914, Bienal de Veneza); Le slitte (1908, Brera); Stalla di vacche alla fattoria (1910, Exposição Nacional de Milão). Balestrini também pintou para a igreja paroquial de Santo Redentore e San Francesco de Cortenuova.
A autora Erminia Mimma Viganò publicou um romance intitulado “Note nell'aria”, cuja vida do protagonista se cruza com a do pintor.